# Мембранофон
Мембранофон е всеки музикален инструмент, който създава звук преди всичко чрез вибрирането на опъната еластична мембрана. Това е едно от четирите основни подразделения в класификацията на музикалните инструменти, предложена от Хорнбостел и Закс.
Повечето мебранофони са барабани. Класификацията на Хорнбостел и Закс, разделя барабаните в три основни групи:
1. ударни барабани, когато мембраната се удря с ръка, палка или друг инструмент
2. барабани, при които мембраната се удря от вибрациите на възлеста струна, прикрепена към непосредствено до самата мемрбрана.
3. фрикционни барабани, когато звукоизвличането е посредством триене на мембраната (например с палка минаваща през дупка в мембраната).

Освен барабаните, друг тип мембранофони са пеещите мембранофони, типичен пример за които е музикалния инструмент казу. Тези мембранофони, модифицират звука създаден от нещо друго, например човешки глас. Мембраната вибрира под действие на този звук.